# Minami-za
Minami-za (南座) é o principal teatro cabúqui de Quioto, no Japão. Foi fundado em 1610 com o nome Shijō Minami-za. O atual edifício do teatro foi construído em 1929 e possui capacidade para 1 086 lugares sentados.

## História
O teatro Minami-za foi construído no início do período Edo (1615-1623) na área de Shijo Kawara em Quioto, antes mesmo de Tóquio e Ósaca e é um dos primeiros sete teatros cabúqui que foram oficialmente aprovados.
O atual edifício do teatro Minami-za foi construído em 1929 no estilo arquitetónico do período Momoyama, com um telhado de duas águas e uma torre tradicional que marcou a aprovação oficial do governo japonês. Em 1991, após o período Shōwa, o interior do teatro foi reestruturado e o mecanismo moderno do palco foi montado.
Em 1996, o teatro de Minami-za foi registado como Propriedade Cultural Tangível, devido ao seu valor histórico e arquitetónico relacionado com a cidade de Quioto.

## Mecanismo do teatro
As técnicas das artes cénicas usadas no teatro japonês cabúqui como Hanamichi, Seri e Mawari-butai, foram inventadas nos teatros do período Edo.